# Linda Line

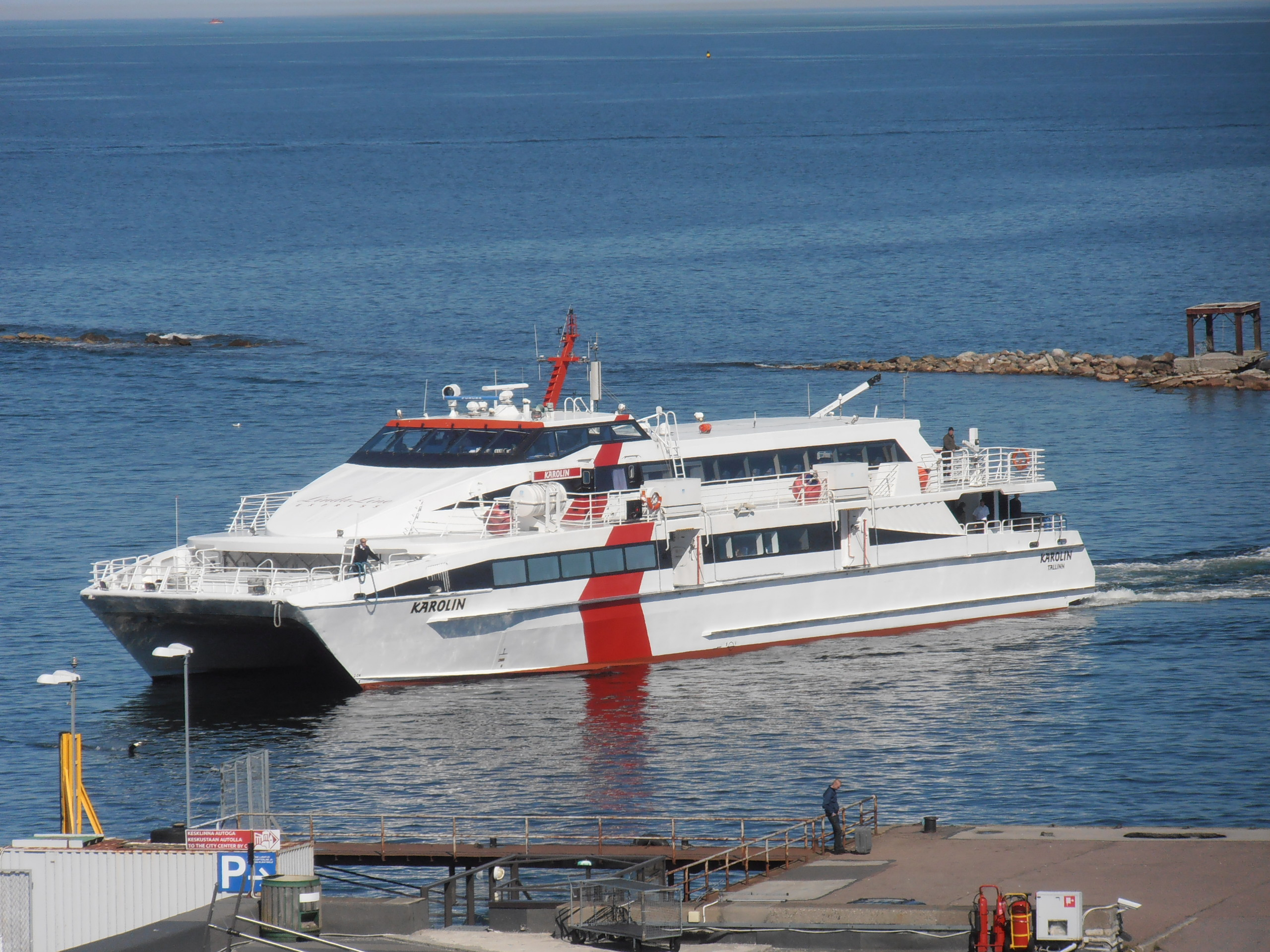
Каролин прибывает в Таллинский терминал Линнахолл в 2013 году.

Linda Line была торговой маркой Lindaliini AS, эстонской паромной компании, курсирующей между Таллинном, Эстония, и Хельсинки, Финляндия . Его высокоскоростной пассажирский паром Karolin был самым быстрым судном, курсировавшим между двумя городами, связывая Таллинский Linnahall терминал и терминал Makasiini Хельсинки, в 100 минут. Компания была основана в 1997 году. Она прекратила деятельность в ноябре 2017 года и подала заявление о банкротстве в мае 2018 года.

## История
Lindaliini AS была основана в 1997 году как правопреемник судоходной компании Inreko Laeva AS. Он начал работу с флотом из трех судов на подводных крыльях, которые смогли совершить путешествие между Таллинном и Хельсинки за полтора часа, что намного быстрее, чем обычные паромы, курсирующие по тому же маршруту.
Начиная с 2007 года, суда на подводных крыльях были заменены катамаранами, которые были менее дорогими в обслуживании и имели лучшие мореходные качества. Тем не менее, катамараны больше зависят от погоды, чем традиционные суда, и Linda Line придерживалась политики отмены отправлений, когда скорость ветра превышала 15 метров в секунду и / или высота волн превышала 3 метра.
В 2017 году Linda Lines объявила о поставке нового судна на 2018 год. Объявленная поставка нового судна изначально была отложена. В итоге в мае 2018 года компания объявила о банкротстве

## Флот
В 2008 году Linda Line планировала приобрести судно тримаранного типа для маршрута Таллин — Хельсинки, предназначенное для замены судна на подводных крыльях Jaanika. Тримаран был бы безопаснее и немного крупнее Мерилин. Первоначально запуск планировался на апрель 2009 года, но вскоре он был перенесен на 26 июня, и покупка в конечном итоге не была завершена по неизвестным причинам. Linda Line начала сезон 2009 года с двух катамаранов: Merilin и недавно приобретенного Karolin.

## Таллин — Хельсинки
В Таллине высокоскоростные паромы Linda Line отправлялись с терминала Линнахолл, а в Хельсинки — с терминала Макасиини. Оба лайнера имели класс Linda и VIP-класс, отделенные от остальной каюты, и компания предлагала широкий выбор отелей и пакетов для отдыха в Хельсинки.

## Таллин — Аэгна
16 апреля 2008 года Таллиннская городская управа приняла решение о присуждении контракта на строительство линии Таллин-Аэгна компании Linda Line. Этому решению также способствовало принятое в конце марта решение о том, чтобы маршрут отходил от терминала Линнахолл вместо Пирита.